# Centrale idroelettrica di Albosaggia
La centrale idroelettrica di Albosaggia è una centrale ad acqua fluente, con un bacino imbrifero pari a 5,71 km, ed un gruppo alternatore/turbina tipo Pelton ad asse orizzontale.
L'impianto, costruito nel 1922 dalla ditta Sartorelli, è stato completamente rifatto ed automatizzato nel 1982 e la sua conduzione avviene tramite telecomando dal Posto di Teleconduzione di Sondrio.  Attualmente fa parte degli impianti dell’Unità Territoriale della Lombardia di Enel Green Power.
La presa, posta sul torrente Torchione, in località Paradiso, consente di immettere l'acqua nel bacino di carico ed è costituita da una griglia a valle della quale parte un canale a pelo libero lungo 306 m.
Dalla vasca di carico, posta a quota 620,00 m s.l.m., parte una condotta forzata interrata lunga 304,50 m, del diametro di 0,30 m.